# Denise Barthomeuf
Denise Barthomeuf, née Denise Marie Barthomeuf le 26 novembre 1934 à Lyon et morte le 2 novembre 2004 à Saint-Cyr-au-Mont-d'Or est une chimiste française. Elle est connue pour ses recherches à l'époque pionnière sur la structure des zéolithes.

## Biographie
Denise Barthomeuf nait le 26 novembre 1934 à Lyon. Elle commence sa carrière à la Faculté des sciences de Lyon avant d'entrer au CNRS en 1974. Elle fait ensuite des aller-retour entre le monde de l'industrie et celui de la recherche.
Elle crée le Groupe français des Zéolithes dont elle assure la présidence jusqu’en 1990. Elle est la vice-présidente de l’International Zeolite Association et également la présidente du comité de prix Breck durant la période 1986-1989.

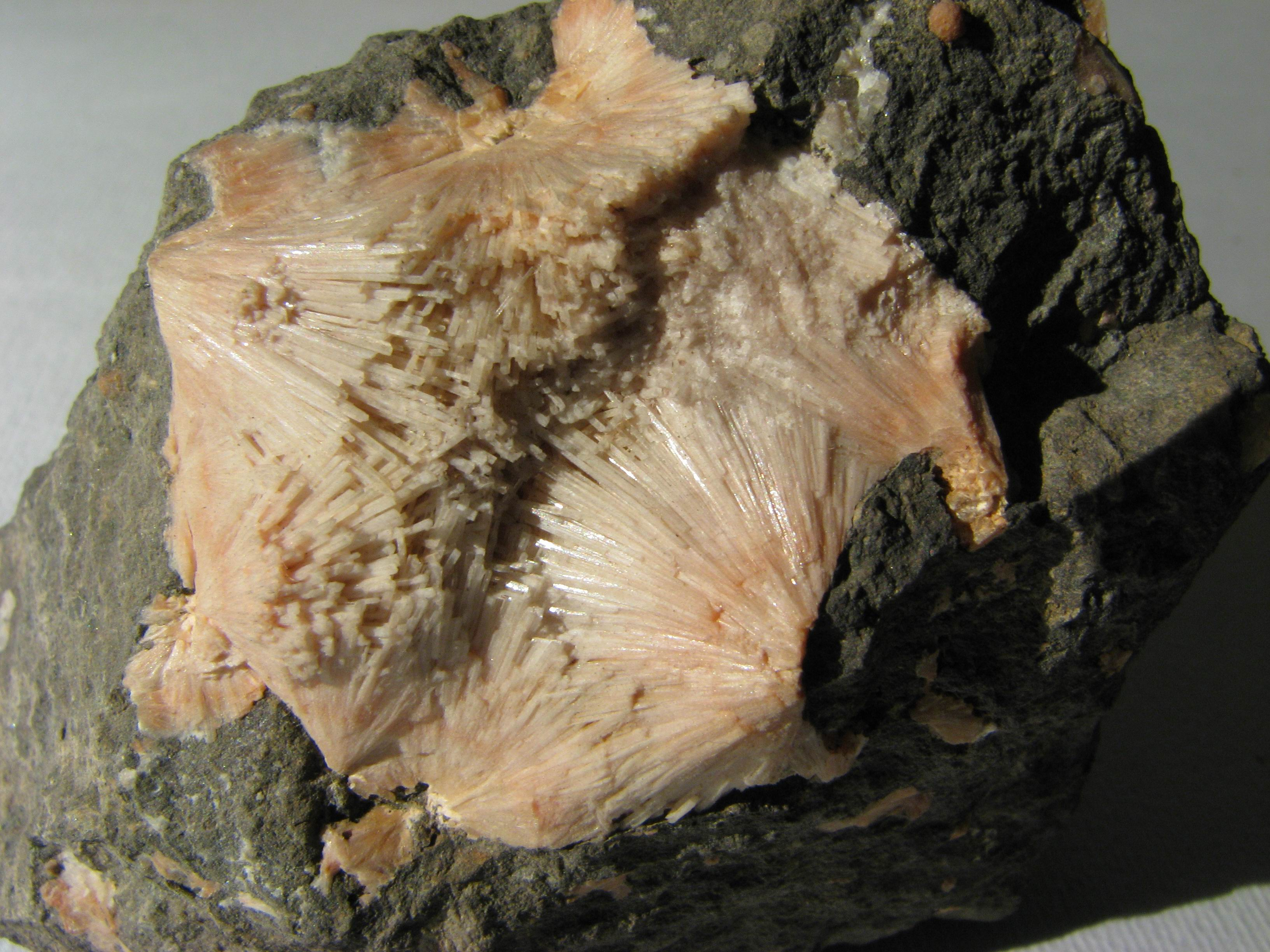
Exemple de zéolithe.

## Travaux
Ses recherches portent d'abord sur les catalyseurs de craquage catalytique. Et puis, après un séjour de huit mois à l'université d'État de Moscou, elle se focalise sur les zéolithes dans les années 1960.
Elle en devient la spécialiste en étudiant leur structure et leur conceptualisation.
Lors de sa retraite, elle reprend des études en archéologie et s'investit dans l'humanitaire.

## Prix
- 1985 : Médaille d’argent du CNRS[5]

## Postérité
En son honneur, le prix international « Denise Barthomeuf » est remis depuis 2017 à des thèses dans le domaine des zéolithes ou des matériaux apparentés ,. 

## Publications
- 1962 : Contribution à l'étude des propriétés acides des gels mixtes silice-alumine
- 1963 : Contribution à l'étude des gels mixtes silice-alumine